# 울리차 고르차코바역
울리차 고르차코바 역(러시아어: Улица Горчакова)은 모스크바 지하철 부톱스카야 선의 역이다. 2003년 12월 27일에 개장했다. 역명은 고르차코프 거리라는 뜻에서 따온 역명으로, 이 거리는 19세기 러시아 외교관 알렉산드르 고르차코프의 이름을 따서 지어졌다.